# Bremer Stadtmilitär
Bremer Stadtmilitär gab es in Bremen in verschiedenen organisatorischen Formen als Bürgertruppe in den vier Kirchspielmannschaften, als Bremer Bürgerkompanien, als Bremer Schützenkompanien oder als Bürgerwehr/Bürgergilde.

## Bürgertruppe im Mittelalter

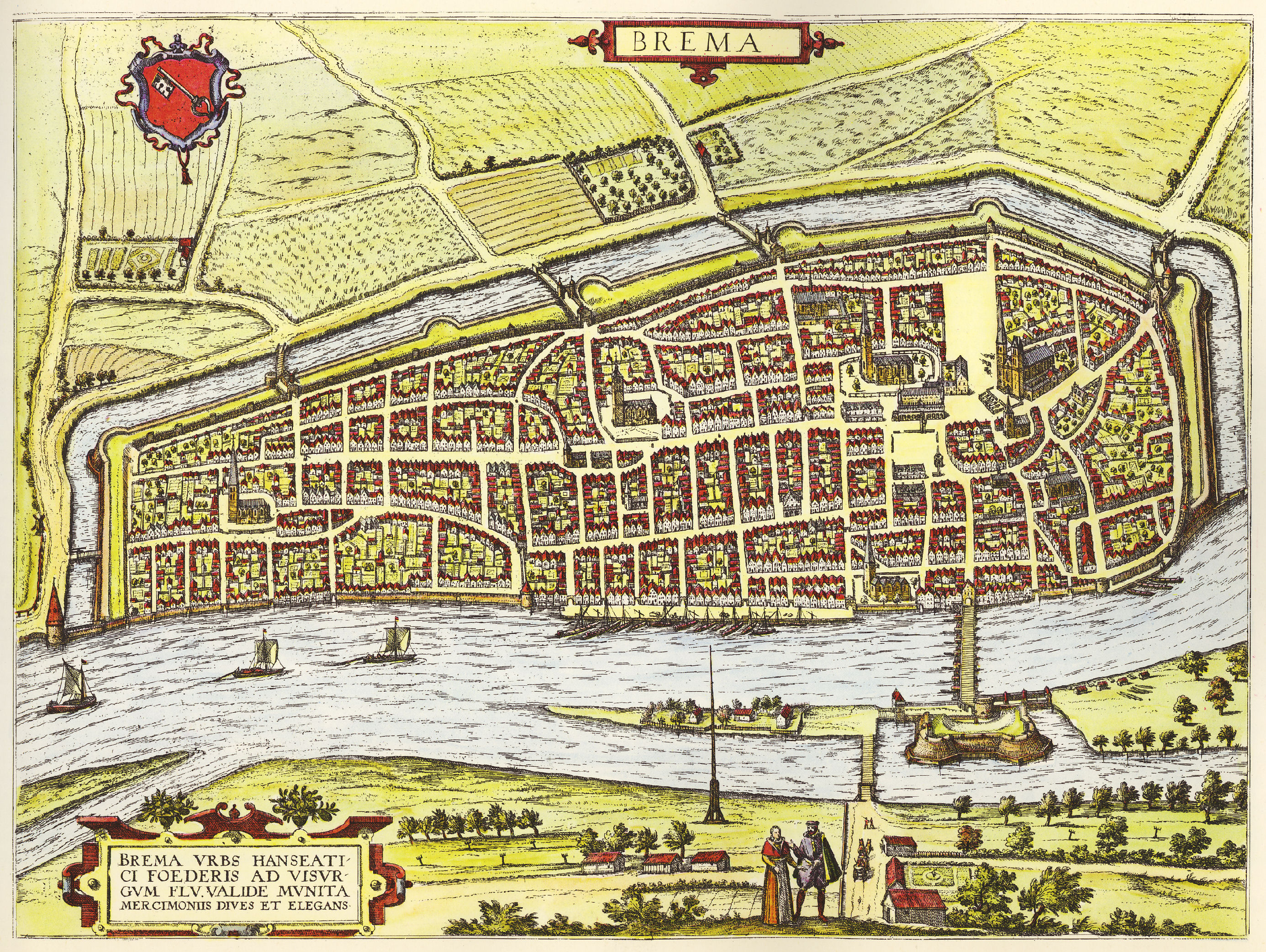
Bremen um 1598 (Plan von Hogenberg). Landseitig die mittelalterliche Mauer mit geradlinigem Graben. Weserseitig teilweise offen, ohne Befestigung.

Seit dem Mittelalter musste jeder wehrfähige Bremer Bürger im Kriegsfall zur Verteidigung der Stadt zur Verfügung stehen und hierfür eigene Waffen und Ausrüstung bereithalten. Im 13. und 14. Jahrhundert bestand diese so genannte „Bürgerrüstung“ aus einem eisernen Helm, einem mit Eisen beschlagenen Waffenrock oder Brustharnisch, Arm- und Beinschienen, eisernen Handschuhen, einem Schlachtschwert, einem Spieß sowie einem Schild. Rüstung und Waffen wurden dem ältesten männlichen Erben weitergegeben. Waffenschauen und Übungen fanden regelmäßig statt. 
Es etablierte sich die Organisation der wehrfähigen Bürgerschaft in vier „Kirchspielmannschaften“ in  den vier Kirchspielen Unser Lieben Frauen, St. Ansgarii, St. Martini und St. Stephani. Jede Mannschaft unterstand einem Hauptmann aus dem Bremer Rat und einem Fähnrich aus einer der ratsfähigen Familien (der bürgerlichen Oberschicht). Die Einheiten waren nach Nachbarschaften in Rotten unterteilt, die von je einem Rottmeister geführt wurden. Die militärische Ausbildung und die Kontrolle der Wachdienste oblagen den Wachtmeistern. Im 16. Jahrhundert wuchsen je nach Kirchspiel die Unterschiede. Der Hauptmann des Martini-Quartiers hatte nur 17 Rotten zu befehligen, der des St.-Stephani-Quartiers hingegen 94.
Aufgabe der Bürgertruppen war die Bewachung der Stadtmauern und der Stadttore sowie die Verteidigung der Stadt. Weiterhin waren die Bürgertruppen auch für die Brandbekämpfung zuständig. Für Einsätze außerhalb der Stadtgrenzen wurden vorwiegend Freiwillige und angeworbene Truppen eingesetzt.
Für das Stadtmilitär in den vier Kirchspielmannschaften bildete sich 1680 das Hautboistenkorps als Musikkorps.

## Bremer Bürgerkompanien

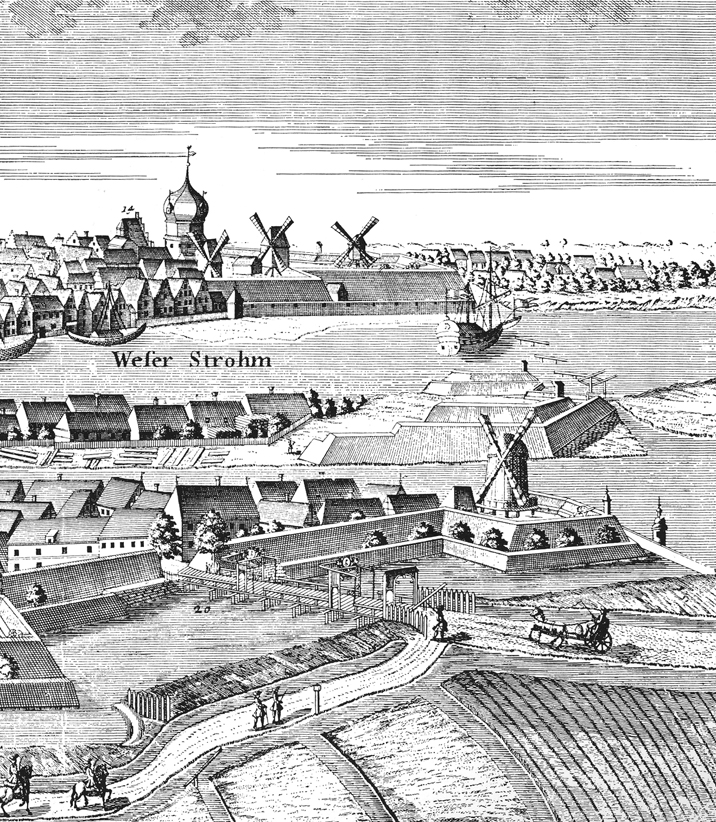
1729:Bastionen in Bremen

Die Bremer Bürgerkompanien waren die Miliz der Stadt Bremen von 1605 bis 1814. Zunächst als militärische Einheiten aufgestellt, übernahmen die Bürgerkompanien im 18. Jahrhundert immer mehr zivile Aufgaben.
Die Aufteilung der Truppen nach Kirchspielen und Rotten war auf Grund der sehr unterschiedlichen Gebietsgrößen mangelhaft. Auch mussten bei der Ausbildung der Einheiten erhebliche Mängel gegenüber erfahrenen Söldnertruppen verzeichnet werden. Um die Verteidigungsbereitschaft der Stadt zu verbessern, wurden die Stadtmauern als Befestigungen Bremens durch moderne Bastionen gestärkt. Eine neue Wachtordnung wurde verfasst, die eine Neuorganisation der Kirchspielmannschaften beinhaltete.
Es erfolgte wie in den hanseatischen Schwesterstädten Hamburg und Lübeck eine Neugliederung der bremischen Miliz, die bis 1607 abgeschlossen war.

## Bremer Schützenkompanie

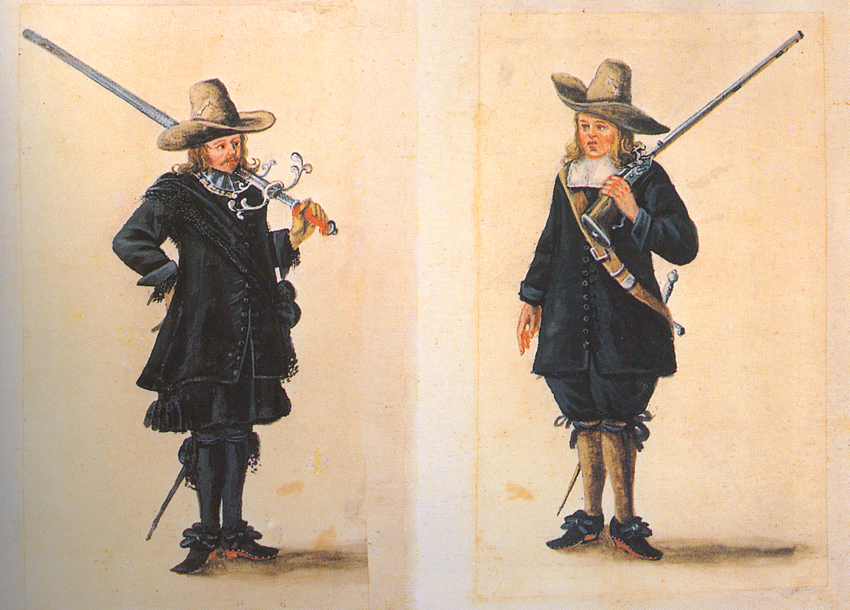
Bremer Schützen des 17. Jh. aus der Koster-Chronik

Die Bremer Schützenkompanie oder Schützenfahne  war eine Einheit der bremischen Bürgermiliz mit besonderen Aufgaben und Privilegien. Sie bestand unabhängig von den regulären Bürgerkompanien vom Mittelalter bis Mitte des 17. Jahrhunderts.

## Freiwilliges Bremisches Jäger-Korps

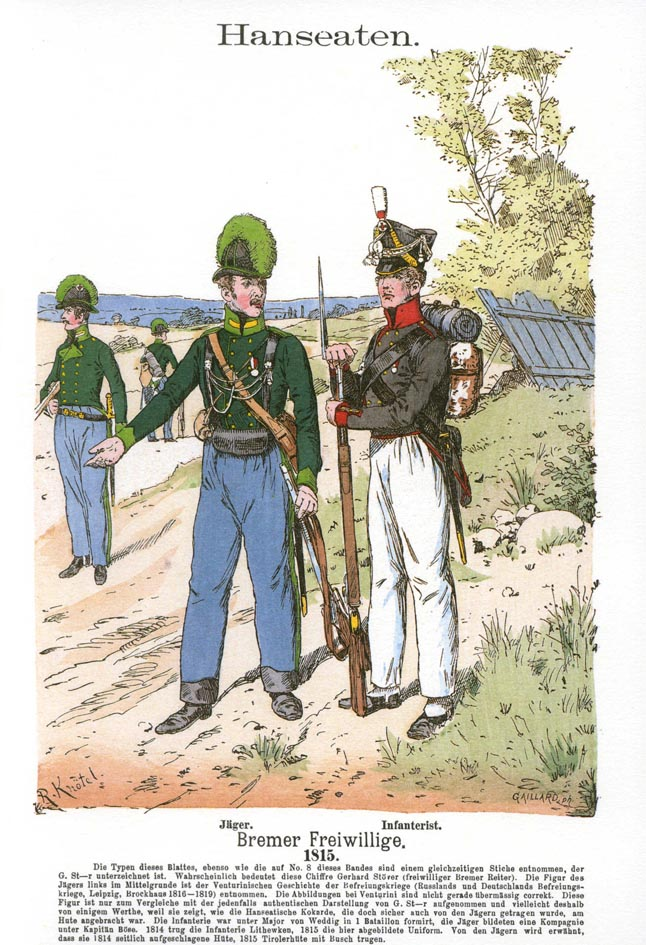
1814: Bremer Jäger

Das Freiwillige Bremische Jäger-Korps war ein Jäger-Korps, welches von dem Zuckerfabrikanten Heinrich Böse – auch „Hauptmann Böse“ oder „der alte Böse“ genannt – mit eigenen Mitteln zusammengestellt und dem Bremer Senat zur Verfügung gestellt wurde. Es beteiligte sich innerhalb der Hanseatischen Legion von Ende 1813 bis zum 30. Juni 1814 sowie vom Mai bis zum November 1815 an zwei Feldzügen der Befreiungskriege gegen Napoleon. 
Es umfasste Anfang 1814 rund 800 Mann und 200 Pferde. Führende Offiziere waren für die Jäger Heinrich Böse für die Reiterei Major Max von Eelking und für das Infanterie-Bataillon Major von Wedige. Das Jäger-Korps marschierte beim ersten Feldzug bis Lille, konnte aber nicht aktiv an den Kämpfen teilnehmen. Beim zweiten Feldzug waren die Jäger in Brüssel, bei Waterloo (Belgien) und vor Paris im Einsatz.

## Bremer Bürgerwehr

### Gründung
Die  Bremer Bürgerwehr, zuerst Bremer Bürgergarde genannt, entstand nach der Bremer Franzosenzeit zur Sicherung des Staatswesens. 1813 setzte die provisorische Regierung eine Kommission als Kriegsrat ein, bestehend aus zwei, später vier Senatoren, dem Syndicus Heinrich Gröning, dem Bürgerschaftsvertreter Isak Hermann Albrecht Schumacher sowie anderen Elterleuten des Kaufmanns; daraus wurde 1814 die Bewaffnungs-Deputation. Dabei wurde zunächst an eine Bürgergarde in der Art des Landsturms gedacht, der nur Verteidigungsaufgaben übernehmen sollte und auch zum „Schutz gegen die Gefahr der Elemente“ dienen sollte „für die Ruhe im Innern“. Die Kosten für die erste Ausrüstung beliefen sich auf 32.510 Reichstaler.
Der Senat durfte uneingeschränkt über die Bürgerwehr verfügen und teilte dieses lediglich der Bürgerschaft mit. Die Bewaffnungs-Deputation verfügte grundsätzlich über die normalen Übungen und in disziplinarischen Angelegenheiten.     

### Wehrpflicht
Die Bürgergarde rekrutierte sich aus den Wehrpflichtigen ab dem 18., bald dem 20. bzw. später dem 22. Lebensjahr, die dann bis zum 45. Lebensjahr dienen mussten. Vom Dienst ausgenommen wurden Behinderte, aktive Soldaten, Prediger und Lehrer, Ärzte und Apotheker, Fremde, Arme (!), Feuerwehrleute und Vorbestrafte. Anfänglich wurden um die 200 Wehrpflichtige rekrutiert. Seit 1844 begann die Wehrpflicht erst mit dem 23. Lebensjahr und endete bereits mit dem 35. Lebensjahr. Die Generaladjutantur mit Sitz im Eschenhof an der Domsheide wachte über die Wehrpflicht. 

### Gliederung
Die Gliederung der Bürgergarde erfolgte in drei Bataillone mit je vier Kompanien zu 150 Mann. Jeweils eine Kompanie kam aus dem bremischen Landgebiet und drei aus dem Stadtgebiet. Geleitet wurde jedes Bataillon durch den Major, seinen Leutnant und den Bataillonsfeldwebel. Vielfache Ablehnung durch die Bevölkerung und Disziplinlosigkeit in der Bürgerwehr musste zunächst verzeichnet werden.
1817 wurde die Bürgerwehr zu einem Regiment mit nunmehr vier Bataillonen zusammengefasst. Zur Führung des Regimentes gehörten der Oberst, der Generaladjutant und der Stabsfeldwebel (später Stabsadjutant).   
Das 1817 hinzukommende, immer umstrittene, IV. Bataillon bestand aus 20- bis 25-Jährigen, die zwei Jahre dienten. Hiermit wurde angestrebt, die jungen Männer fünf Jahre lang nicht mit den Älteren zu vermischen. Der Stab dieses Bataillons bestand aus dem Major, einem Adjutant, einem Quartiermeister, einem Stabsfeldwebel, einem Stabstambour als Chef der Trommler und einem Stabshalbmondbläser. Das IV. Bataillon wurde 1834 aufgelöst. 

### Bewaffnung und Uniform
Bewaffnet waren die Männer mit Piken und Flinten. Die Einführung des Perkussionsgewehrs erfolgte in den 1850er Jahren. Die Uniform bestand aus dem Überrock, dem Hut mit umgeschlagener Krempe, der Patronentasche, dem Degenkoppel und der Bajonettscheide. Die Kosten musste das Mitglied bis 1817 selber tragen.

### Führung
An der Spitze eines Bataillons stand ein Major mit je einem Quartiermeister und einem Adjutanten. Hinzu kamen zwölf Kompanien mit je einem Hauptmann, drei Leutnants, einem Feldwebel, zwei Sergeanten, einem Furier und acht Korporalen. Die uniformierten und bewaffneten Mitglieder übten regelmäßig.
Die Führung der Bürgergarde übernahm für die Zeit vom 2. April 1815 bis zum 29. April 1817 Oberst Heinrich Böse; sein Generaladjutant war der Major Max Freiherr von Eelking. Von 1817 bis 1831 war Oberst Johann Gerhard Oelrichs Chef und von 1831 bis 1849 Oberst von Eelking Chef der Bürgergarde. Bataillonskommandeure waren anfänglich (1815) die Majore Nicolaus Wolff, Johann Gerhard Oelrichs und Heinrich Gröning. Der Oberst erhielt kein Gehalt. Eelking wurde nach seiner Berufung aber weiterhin das Gehalt des Generaladjutanten als Major gewährt.

### Weitere Entwicklungen
Die Disziplin der gesamten Truppe, ausgenommen das IV. Bataillon, ließ oft sehr zu wünschen übrig.
Die laufenden Kosten der Bürgerwehr beliefen sich  1817 auf 6333 Reichstaler. Ein Anteil der Kosten wurde auf die Neubürger umgelegt.
Die Verfassung der Bürgerwehr blieb von 1835 bis 1849 weitgehend konstant. 1842 hatten die drei Bataillone 2121 Männer.
Der Schützenhof war 31 Jahre lang die Übungsstätte.

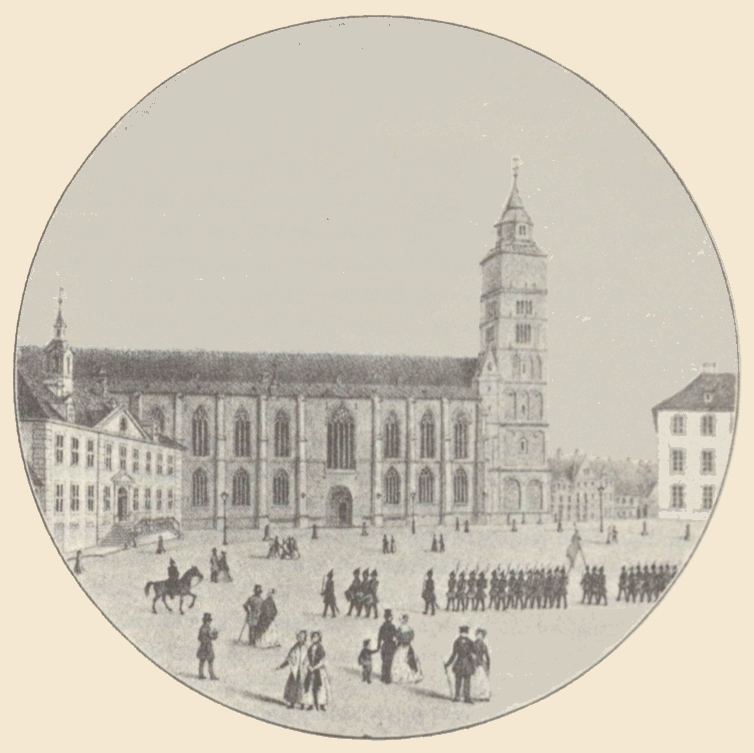
Stadtmilitär auf dem Domshof Mitte des 19. Jahrhunderts

Bei der Deutschen Revolution von 1848/49 standen viele Mitglieder auf der Seite der Revolutionäre. Der Senat setzte die Bürgerwehr für die innere Sicherheit ein. Das Regiment hatte es  schwer für „Ruhe und Ordnung“ zu sorgen. Teile der Bürgerwehr verweigerten 1848 das Einschreiten und der Mangel an Disziplin war nicht aufzuhalten.

### Auflösung
In einem Gesuch von 55 Offizieren baten diese um die Auflösung der Bürgerwehr, um eine entschiedene Reorganisation einzuleiten. Eine Senatskommission prüfte das Anliegen. Am 21. Mai 1849 wurde die Bürgerwehr zunächst aufgelöst und dann neu gegründet. Das neue Regiment bestand aus dem Stab und 13 regionalen Kompanien entsprechend den 13 städtischen Bezirken. Neuer Chef wurde 1850 Oberst Johann Hinrich Reuter. Weitere Offiziere im Stab  waren ein Oberstleutnant, ein Major, zwei Adjutanten, ein Auditeur, ein Stabsfourier, vier Oberfeldwebel, ein Obertrommelschläger und ein Stabshornist. Ein Wahlverfahren für die Dienstgrade wurde festgelegt. 
Oberst Reuter stellte 1852/53 ein Linienbataillon mit 675 regulären Soldaten auf. 1853 wurde die Bürgerwehr deshalb aufgelöst.

## Infanterie-Regiment „Bremen“ (1. Hanseatisches) Nr. 75

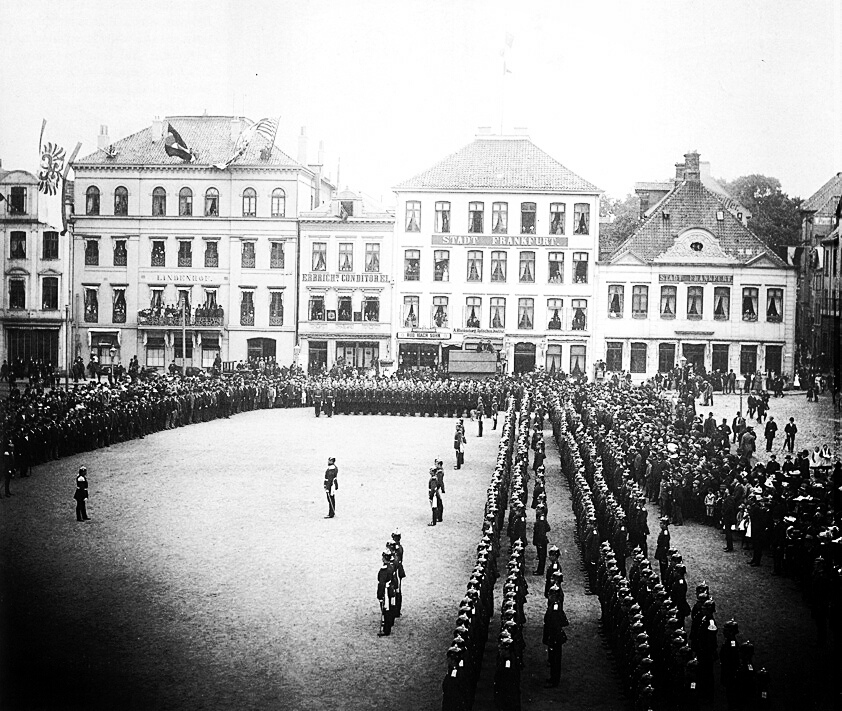
Hanseatisches Infanterie-Regiment; 1891 auf dem Domshof

Das Infanterie-Regiment „Bremen“ (1. Hanseatisches) Nr. 75 war von 1866 bis 1918 ein Infanterie-Regiment der Preußischen Armee, das in Bremen und Stade stationiert war. Es gehörte also nicht zum Bremer Stadtmilitär. Es war in den Kasernen im Stadtteil Neustadt, Neustadtscontrescarpe, untergebracht, von der nur noch die Kaserne IV besteht.